# Christoph Höhtker

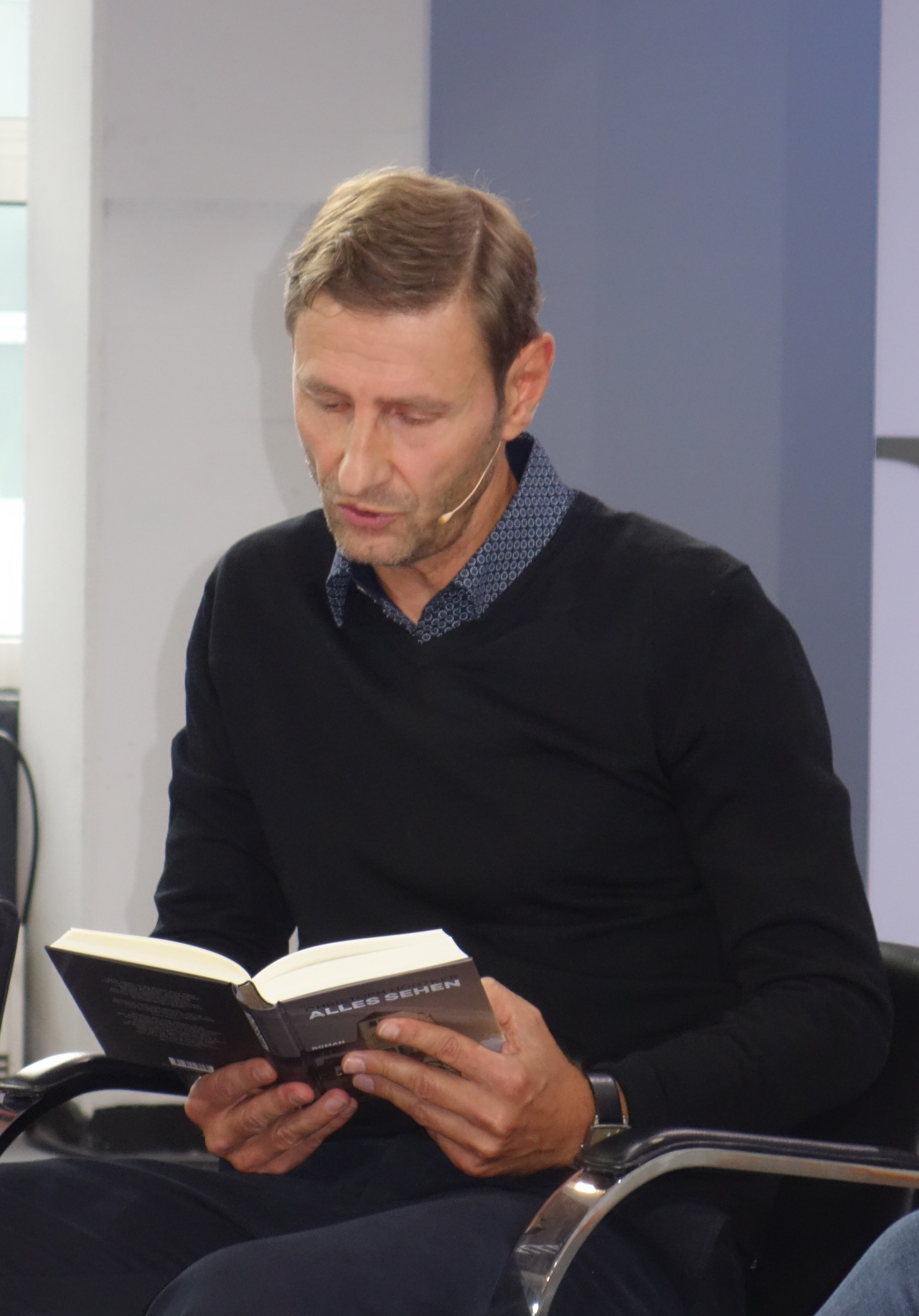
Christoph Höhtker (2016)

Christoph Höhtker (geboren 1967 in Bielefeld) ist ein deutscher Schriftsteller.

## Leben
Höhtker studierte Soziologie und arbeitete zunächst als Journalist, Sprachlehrer und Werbetexter.
2013 erschien als erster Teil einer Trilogie das Romandebüt Die schreckliche Wirklichkeit des Lebens an meiner Seite. Der zweite Teil Alles sehen wurde für den Schweizer Buchpreis 2016 nominiert. Das Jahr der Frauen, der dritte Teil der Stremmer-Trilogie, erschien 2017 und stand auf der Longlist des Deutschen Buchpreises.
Seit 2004 lebt Christoph Höhtker in Genf.

## Einzeltitel
- Die schreckliche Wirklichkeit des Lebens an meiner Seite. Berlin Verlag, Berlin 2013, ISBN 978-3-8270-1135-0.
- Alles sehen. Ventil Verlag, Mainz 2015, ISBN 978-3-95575-045-9.
- Das Jahr der Frauen. weissbooks, Frankfurt 2017, ISBN 978-3-86337-118-0.
- Schlachthof und Ordnung. weissbooks, Zürich 2020, ISBN 978-3-86337-180-7.
- Staaten. Ventil Verlag, Mainz 2025, ISBN 978-3-95575-243-9.